# Ягудари
Ягуда́ри (рос. Ягудары, чув. Якутар) — присілок у складі Чебоксарського району Чувашії, Росія. Входить до складу Сіньяльського сільського поселення.
Населення — 111 осіб (2010; 98 у 2002).
Національний склад:
- чуваші — 93 %